# 上井草スポーツセンター
上井草スポーツセンター（かみいぐさスポーツセンター）は、東京都杉並区上井草にある総合体育館。1998年までは上井草総合運動場と呼ばれ、2022年からはTAC杉並区上井草スポーツセンターという愛称で呼ばれている。また、地元住民の間では上スポという愛称で呼ばれている。

## 歴史
当地には元々西武鉄道（旧社）が1927年に整備した運動場があり、その後1936年には上井草球場が完成する。当地では東京六大学野球やプロ野球の試合が行われていたが、1959年に東京都に買収された。1964年に上井草給水配水池という水道施設が造られ、1967年にその上に上井草総合運動場が開設される。1979年に東京都から杉並区に管理が変わり、1995年から改修工事が行われ、1998年に現在の総合スポーツセンターとなった。

## 施設
- グラウンド-24945平方メートル-野球・サッカーが可能
- グラウンド外周路-650メートル-ジョギングなど
- 人工芝テニスコート-2328平方メートル-テニスが可能
- 体育館-1056平方メートル-バスケット・バドミントン・バレーボール・卓球などが可能
- 小体育室-321平方メートル-卓球・バドミントン・剣道などが可能。
- 温水プール(25m)
- トレーニングルーム-250平方メートル
- 弓道場
- ゲートボール場・小運動場-1574平方メートル-ゲートボール・フットサル・ミニサッカーなどが可能。
- 会議室
- 整骨院
- こどもの広場
- 授乳室
- ふらっと広場

体育館で利用できる競技などは決まっているので要確認。団体利用の場合は、要事前予約。その他教室なども定期的に開催されている。

## 交通アクセス
- 西武新宿線・上井草駅から徒歩5分
- JR中央線・阿佐ヶ谷駅南口から西武バス「長久保」行きに乗り、「上井草駅」下車徒歩5分
- JR中央線・地下鉄丸ノ内線・「荻窪駅」北口から西武バス「上井草保健センター循環」に乗り、「上井草スポーツセンター」下車徒歩3分
- JR中央線・地下鉄丸ノ内線「荻窪駅」北口から 西武バス「石神井公園（上井草駅経由）」 または「長久保」に乗り、「上井草駅」下車徒歩5分
- JR中央線・西荻窪駅から関東バス「井荻駅」行きに乗り、 「農芸高校」下車徒歩8分